# Геометрическая система единиц
Геометрическая система единиц — это система естественных единиц, в которой основные физические единицы выбраны таким образом, что скорость света в вакууме с, и гравитационная постоянная G принимаются равными единице.
{\displaystyle c=1\ }
{\displaystyle G=1\ }
Геометрическая система единиц измерения не является полностью определённой системой. Некоторые другие системы являются геометрическими системами единиц в том смысле, что они определяют их в дополнение к другим константам, для полноты, например стоуновские единицы и планковские единицы.
Эта система применяется в физике, особенно в специальной и общей теориях относительности. Все физические величины отождествляются с геометрическими величинами, такими как площади, длины, безразмерные числа, кривизны траектории или кривизны сечения.
Многие уравнения в релятивистской физике приобретают более простой вид, когда выражаются в геометрических единицах, потому что все вхождения G и c выпадают. Например, радиус Шварцшильда невращающейся незаряженной чёрной дыры с массой m становится r = 2m. По этой причине во многих книгах и статьях по релятивистской физике используются геометрические единицы. Альтернативной системой геометрических единиц, часто используемой в физике элементарных частиц и космологии, является система, в которой {\displaystyle 8\pi G} принимается равной единице. Это вводит дополнительный коэффициент {\displaystyle 8\pi }  в закон всемирного тяготения Ньютона, но упрощает уравнения Эйнштейна, действие Эйнштейна-Гильберта, уравнение Фридмана и ньютоновское уравнение Пуассона, удаляя соответствующий множитель.
Практические измерения и вычисления обычно выполняются в единицах СИ, но преобразования к геометрической системе единиц, как правило, довольно просты.

## Определение
В геометрических единицах каждый временной интервал интерпретируется как расстояние, пройденное светом в течение данного временного интервала. То есть одна секунда интерпретируется как одна световая секунда, поэтому время имеет геометрические единицы длины. Это размерно согласуется с представлением о том, что в соответствии с кинематическими законами специальной теории относительности интервалы времени и расстояния в пространстве находятся в равном положении.
Энергия и импульс интерпретируются как компоненты вектора четырёхимпульса, а масса - это длина этого вектора, поэтому в геометрических единицах все они должны иметь размерность длины. Мы можем преобразовать массу, выраженную в килограммах, в эквивалентную массу, выраженную в метрах, путём умножения на коэффициент преобразования G/c2. Например, масса Солнца {\displaystyle 2,0\times 10^{30}} кг в единицах Си эквивалентна {\displaystyle 1,5} км. Это половина радиуса Шварцшильда чёрной дыры с одной солнечной массой. Все остальные коэффициенты пересчёта можно вычислить, объединив эти два множителя.
Небольшая численная величина коэффициентов преобразования из системы СИ в геометрическую систему единиц отражает тот факт, что релятивистские эффекты становятся заметными только тогда, когда рассматриваются большие массы или высокие скорости.

## Преобразования
Ниже перечислены все коэффициенты преобразования, которые полезны для преобразования между всеми комбинациями базовых единиц СИ, а если это невозможно, то между ними и их уникальными элементами, потому что ампер - это безразмерное отношение двух длин, таких как [C/s], а кандела (1/683 [W / sr]) - это безразмерное отношение двух безразмерных отношений, таких как отношение двух объёмов [kg⋅m2/s3] = [W] и отношение двух областей [m2/m2] = [sr], в то время как моль является только безразмерным числом Авогадро сущностей, таких как атомы или частицы:
|    | m                      | kg                   | s                      | C                      | K                        |
| -- | ---------------------- | -------------------- | ---------------------- | ---------------------- | ------------------------ |
| m  | 1                      | c2/G [kg/m]          | 1/c [s/m]              | c2/(G/(4πε0))1/2 [C/m] | c4/(GkB) [K/m]           |
| kg | G/c2 [m/kg]            | 1                    | G/c3 [s/kg]            | (G 4πε0)1/2 [C/kg]     | c2/kB [K/kg]             |
| s  | c [m/s]                | c3/G [kg/s]          | 1                      | c3/(G/(4πε0))1/2 [C/s] | c5/(GkB) [K/s]           |
| C  | (G/(4πε0))1/2/c2 [m/C] | 1/(G 4πε0)1/2 [kg/C] | (G/(4πε0))1/2/c3 [s/C] | 1                      | c2/(kB(G 4πε0)1/2) [K/C] |
| K  | GkB/c4 [m/K]           | kB/c2 [kg/K]         | GkB/c5 [s/K]           | kB(G 4πε0)1/2/c2 [C/K] | 1                        |

## Геометрические единицы
Компоненты "тензоров кривизны", таких как тензор Эйнштейна, имеют в геометрических единицах размеры секционной кривизны. Так же рассматриваются и компоненты тензора энергии-импульса. Поэтому уравнения поля Эйнштейна в этих единицах измерения непротиворечивы.
Кривизна траектории является обратной величиной вектора кривизны кривой, поэтому в геометрических единицах она имеет размерность обратной длины. Кривизна траектории измеряет скорость, с которой негеодезическая кривая изгибается в пространстве-времени, и если мы интерпретируем временную кривую как мировую линию некоторого наблюдателя, то её кривизну траектории можно интерпретировать как величину ускорения, испытываемого этим наблюдателем. Физические величины, которые могут быть идентифицированы с кривизной траектории, включают компоненты тензора электромагнитного поля.
Любая скорость может быть интерпретирована как наклон кривой; в геометрических единицах наклоны, очевидно, являются безразмерными отношениями. Физические величины. которые можно отождествить с безразмерными отношениями, включают компоненты четырёхвектора электромагнитного потенциала и четырёхвектора электромагнитного тока.
Физические величины, такие как масса и электрический заряд, которые можно отождествить с величиной времениподобного вектора, имеют геометрическое измерение "длины". Физические величины, такие как угловой момент, который можно отождествить с величиной бивектора, имеют геометрическую размерность "площадь".
Вот таблица, в которой собраны некоторые важные физические величины в соответствии с их размерами в геометризованных единицах измерения. Они перечислены вместе с соответствующим коэффициентом пересчёта для единиц СИ.
| Величина                | Размерность СИ | Геометрическая размерность | Множитель перевода  |
| ----------------------- | -------------- | -------------------------- | ------------------- |
| Длина                   | [L]            | [L]                        | 1                   |
| Время                   | [T]            | [L]                        | c                   |
| Масса                   | [M]            | [L]                        | G c-2               |
| Скорость                | [L T-1]        | 1                          | c-1                 |
| Угловая скорость        | [T-1]          | [L-1]                      | c-1                 |
| Ускорение               | [L T-2]        | [L-1]                      | c-2                 |
| Энергия                 | [M L2 T-2]     | [L]                        | G c-4               |
| Плотность энергии       | [M L-1 T-2]    | [L-2]                      | G c-4               |
| Момент импульса         | [M L2 T-1]     | [L2]                       | G c-3               |
| Сила                    | [M L T-2]      | 1                          | G c-4               |
| Мощность                | [M L2 T-3]     | 1                          | G c-5               |
| Давление                | [M L-1 T-2]    | [L-2]                      | G c-4               |
| Плотность               | [M L-3]        | [L-2]                      | G c-2               |
| Электрический заряд     | [I T]          | [L]                        | G1/2 c-2 (4πε0)-1/2 |
| Электрический потенциал | [M L2 T-3 I-1] | 1                          | G1/2 c-2 (4πε0)1/2  |
| Электрическое поле      | [M L T-3 I-1]  | [L-1]                      | G1/2 c-2 (4πε0)1/2  |
| Магнитное поле          | [M T?2 I?1]    | [L-1]                      | G1/2 c-1 (4πε0)1/2  |
| Потенциал               | [M L T-2 I-1]  | 1                          | G1/2 c?1 (4πε0)1/2  |

Эта таблица может быть дополнена путём включения температуры, как указано выше, а также дальнейших производных физических величин, таких как различные моменты.

## Внешние ссылки
- Conversion factors for energy equivalents